# Shrewsbury Castle
Shrewsbury Castle is een kasteel in Shrewsbury in het Engelse graafschap Shropshire, oorspronkelijk gebouwd door Rogier II van Montgomery omstreeks 1070, kort na de Normandische verovering van Engeland. Het houten fort diende als verdediging tegen invallen vanuit Wales en werd tijdens de regering van Hendrik II en Hendrik III met stenen versterkt en uitgebreid. Na de verovering van Wales verloor het kasteel zijn strategische functie en raakte het in verval, totdat de burcht in de elizabethaanse periode door Richard Onslow gerestaureerd werd. Het kasteel was kortstondig een royalistisch bolwerk tijdens de Engelse Burgeroorlog en fungeerde van 1663 tot 1924 als privéwoning, waarna het eigendom van het districtsbestuur van Shrewsbury en later Shrewsbury and Atcham werd. Thomas Telford voerde eind 18de eeuw grootschalige renovaties aan het kasteel uit. Sedert 1985 huisvest Shrewsbury Castle de collecties van het Shropshire Regimental Museum.

## Beschrijving

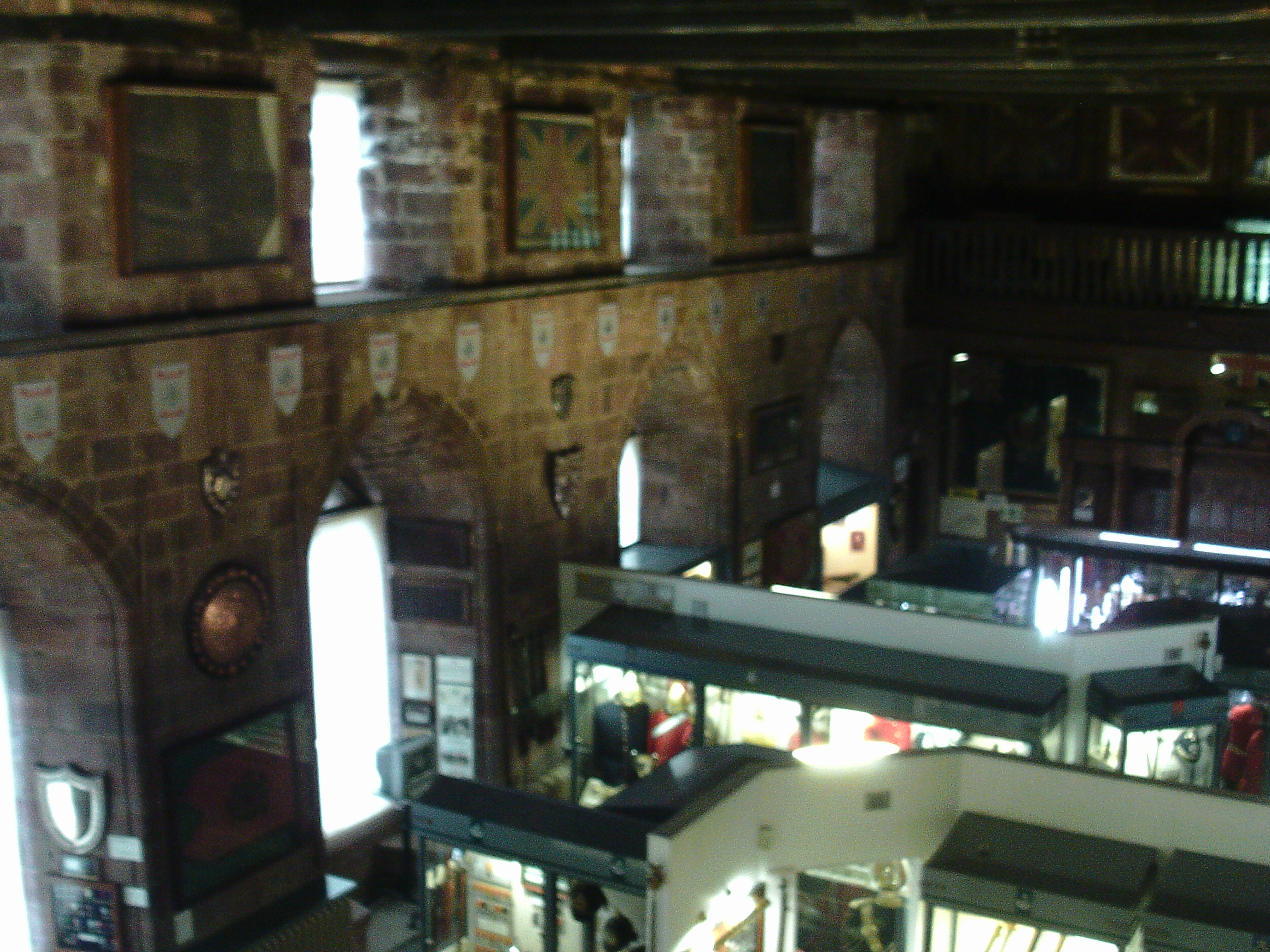
De grote hal met museumkasten, oorspronkelijk twee verdiepingen.

In vergelijking met de meeste burchten langs de oude verdedigingslinie tussen Engeland en Wales is Shrewsbury Castle van veeleer bescheiden omvang. De stad Shrewsbury ligt in een lus van de Severn en het kasteeldomein bevindt zich strategisch op de enige plek waar de stad niet door de stroom omgeven is: noordoostelijk van het stadscentrum, naast het huidige station Shrewsbury. De buitenste gordingen van het kasteeldomein besloegen een aanzienlijk grotere oppervlakte dan heden ten dage het geval is; ze liepen over in de stadsmuren van Shrewsbury. Het resterende terrein omvat nog ongeveer 40 are en komt min of meer overeen met de oude binnenplaats. De muren om de binnenplaats zijn ten dele op aarden ophopingen gebouwd die op een Normandisch mottekasteel teruggaan. Boven op deze kunstmatige heuvel staat Laura’s Tower, in 1790 door Sir William Pulteney gebouwd als verjaardagsgeschenk voor zijn dochter. In de middeleeuwen stond een houten toren op deze heuvel; omstreeks 1271 trad de Severn buiten haar oevers, waardoor de toren in een grondverzakking neerstortte. Sedertdien is het mottekasteel niet meer cirkelvormig.

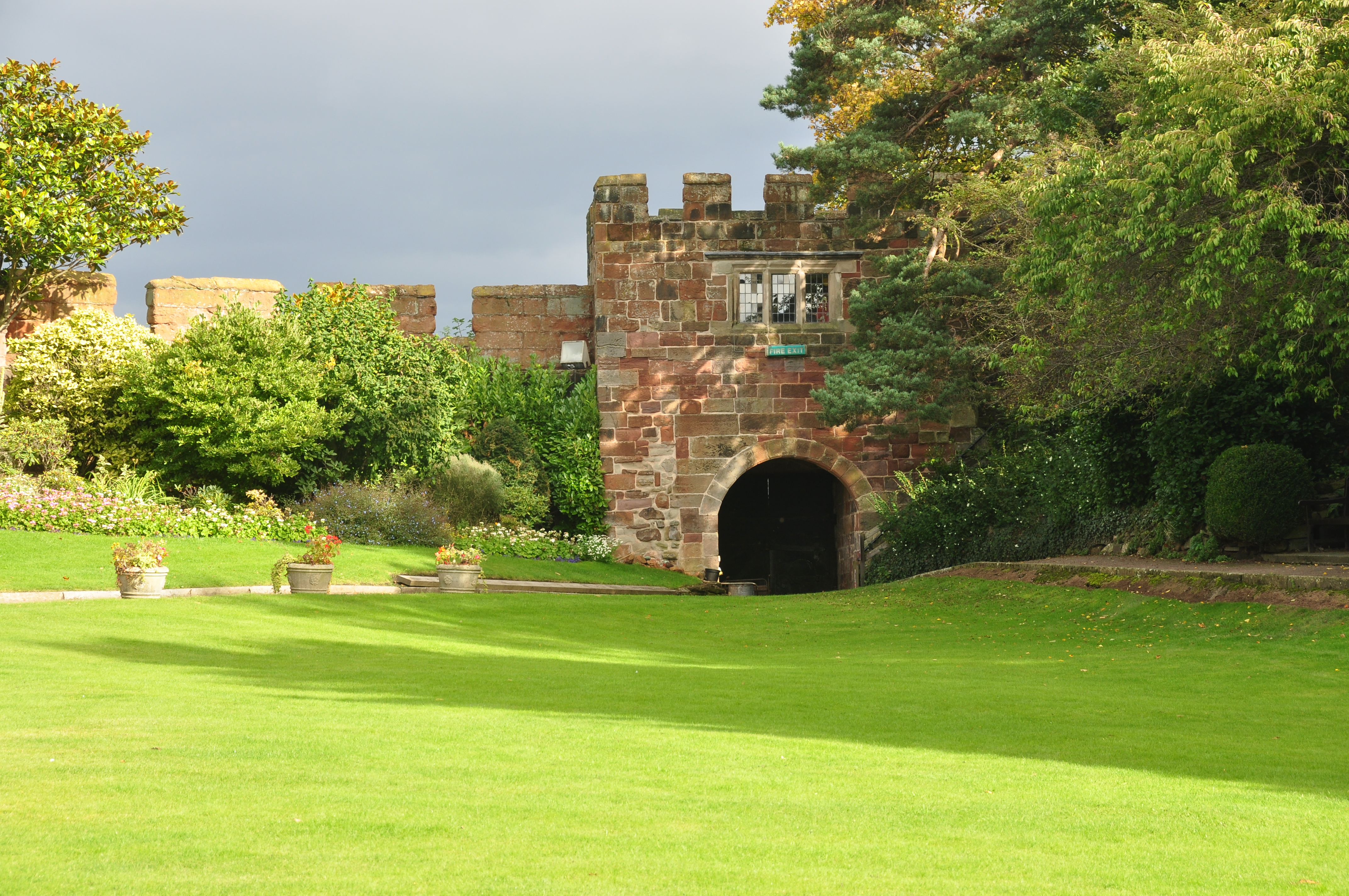
De poterne in de gording

De oudste delen van het bouwwerk zijn de muren van de binnenplaats, het poortgebouw en de onderste lagen van de benedenverdieping van het kasteel, die van circa 1160 dateren. De grote hal werd uit een deel van de gording geconstrueerd ten tijde van Hendrik III; de voornaamste bouwwerkzaamheden waren medio 13de eeuw voltooid. Ter linker- en ter rechterzijde wordt de hal geflankeerd door de westelijke en de oostelijke toren, die beide eveneens uit deze periode stammen. Het centrale blok telt tegenwoordig twee verdiepingen; vanaf het elizabethaans tijdperk waren er echter drie, waarbij de grote hal zich op de eerste verdieping bevond en de gelijkvloerse etage waarschijnlijk als kelder dienstdeed. De hoge, spits toelopende ramen in de hal zijn het werk van Telford: oorspronkelijk had deze ruimte schietgaten. De zaal bezit een gerestaureerde open haard. De bovenverdieping was Elizabethaans en heeft rechthoekige ramen. De huidige hal had een houten plafond waarboven zich nog een mansarde bevond; deze etage is verdwenen.

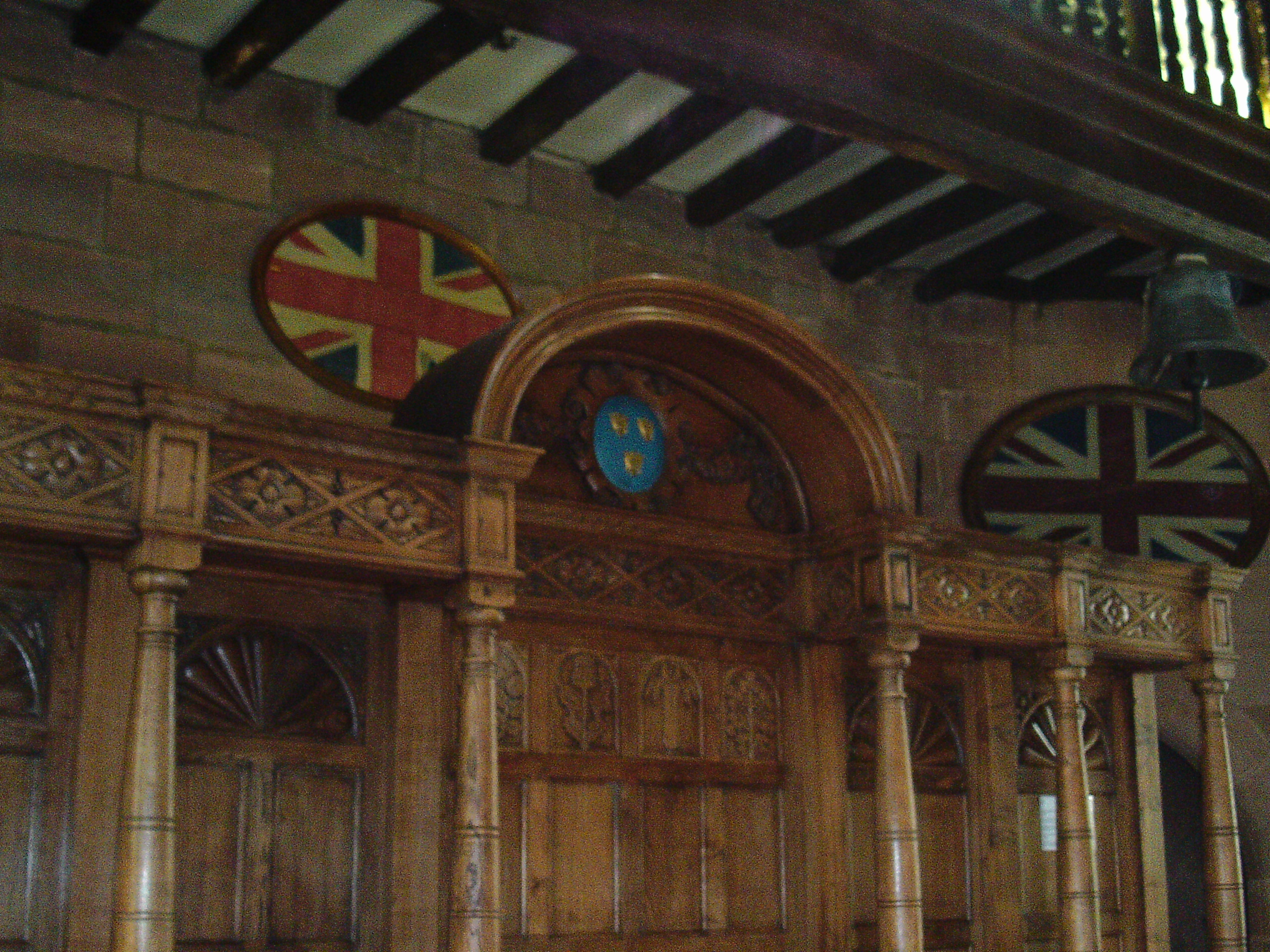
Baldakijn van de burgemeester. Rechts de ‘Zutphen-klok’

De bovenste verdieping van de westelijke toren vertoont sporen van middeleeuwse kruisribgewelven, maar deze is niet voor het publiek toegankelijk. De onderste en middelste verdieping van deze toren, beide door Telford ingericht, bevatten respectievelijk de ronde kamer, die als conferentie- en voordrachtzaal wordt gebruikt, en de burgemeestervertrekken, waarin de burgemeester van Shrewsbury recepties kan organiseren. De oostelijke toren maakt deel uit van de expositieruimte van het militaire museum. Deze toren heeft een kelder zonder ramen, die wellicht een opslagkamer was, ofschoon hij informeel de ‘kerker’ genoemd wordt. De hedendaagse toegang tot het kasteelgebouw verloopt via een trap naar de eerste verdieping, die omstreeks 1926 werd gebouwd. Het was niet ongebruikelijk dat de ingang van een ridderzaal zich om veiligheidsredenen op de eerste verdieping bevond, maar er zijn geen aanwijzigen gevonden dat dit in Shrewsbury Castle het geval was.
Benevens het poorthuis met houten toegangspoort, die sporen van musketkogels uit de Engelse Burgeroorlog vertoont, heeft het terrein nog een poterne die waarschijnlijk van circa 1600 dateert. Hierlangs had men toegang tot de Severn, maar de doorgang werd versperd door toedoen van de aanleg van de spoorlijn in de 19de eeuw. Het kamertje boven de doorgang is een opbergruimte voor de hovenier en is niet toegankelijk voor bezoekers. De gording om de binnenplaats werd tijdens de burgeroorlog versterkt, maar het grootste gedeelte ervan dat tegenwoordig bestaat, is een reconstructie uit de tijd van Telford.
Uit bodemonderzoek blijkt dat op de binnenplaats ooit stallen en ateliers stonden, waarvan niets meer overblijft. In de buitenplaats stond een kapel voor Sint-Nicolaas, die in de 19de eeuw gesloopt werd en vervangen door een Sint-Nicolaaskerk. Deze is thans een restaurant. Het lage muurtje langs de toegangsweg naar het poorthuis is een restant van de versterkingen uit de Engelse Burgeroorlog.

## Geschiedenis

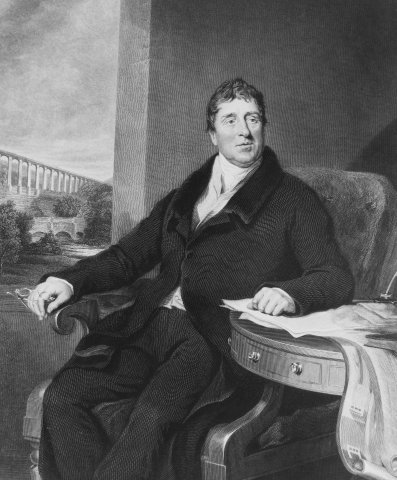
Thomas Telford restaureerde het kasteel in opdracht van William Pulteney.

Rogier II van Montgomery kreeg van Willem de Veroveraar een groot aantal landerijen langs de Engels-Welshe grens toegewezen, en rond 1074 werd hij tot eerste graaf van Arundel verheven. In 1067 gelastte Willem de Veroveraar de bouw van een kasteel in Shrewsbury, dat Eadric Cild in 1069 tevergeefs poogde in te nemen in het kader van zijn Angelsaksische opstand tegen de nieuwe Normandische heersers. Voor de bouw van het fort moesten (volgens het Domesday Book van 1085) ten minste 51 woningen wijken. In 1102 werd de vesting kroonbezit nadat Hendrik I van Engeland zijn broer Robert Curthose had verslagen, achter wie de earl van Shrewsbury, Robert van Bellême, zich geschaard had. Medio 12de eeuw werd de houten vesting door een stenen burcht vervangen; de bouw van de stadsmuren van Shrewsbury volgde omstreeks 1215 na een aanval door Llywelyn de Grote.
Tijdens de Anarchie in 1138 werd Shrewsbury Castle in naam van keizerin Mathilde ingepalmd door de heer van Oswestry, William FitzAlan, en vervolgens door Stefanus van Engeland ontzet. Simon V van Montfort gebruikte het kasteel rond 1265 in zijn opstand tegen Hendrik III. In de loop van de 13de eeuw diende Shrewsbury Castle herhaaldelijk als uitvalsbasis voor militaire campagnes tegen Welshe opstandelingen.
Met de verovering van Wales kwam de functie van Shrewsbury Castle te vervallen. Het slot verwerd binnen enkele decennia tot een ruïne en speelde van de 14de tot de eerste helft van de 17de eeuw geen politieke rol van betekenis meer, ofschoon het eigendom van de Engelse kroon bleef. Richard Onslow diende als Speaker van het House of Commons en Solicitor General for England and Wales onder Elizabeth I van Engeland en was afkomstig uit Shrewsbury. Hij was met wolhandel rijk geworden en verwierf de ruïne anno 1565 in een leaseovereenkomst. Onslow voegde boven de ridderzaal een extra verdieping toe en bewoonde het kasteel als privéverblijf.

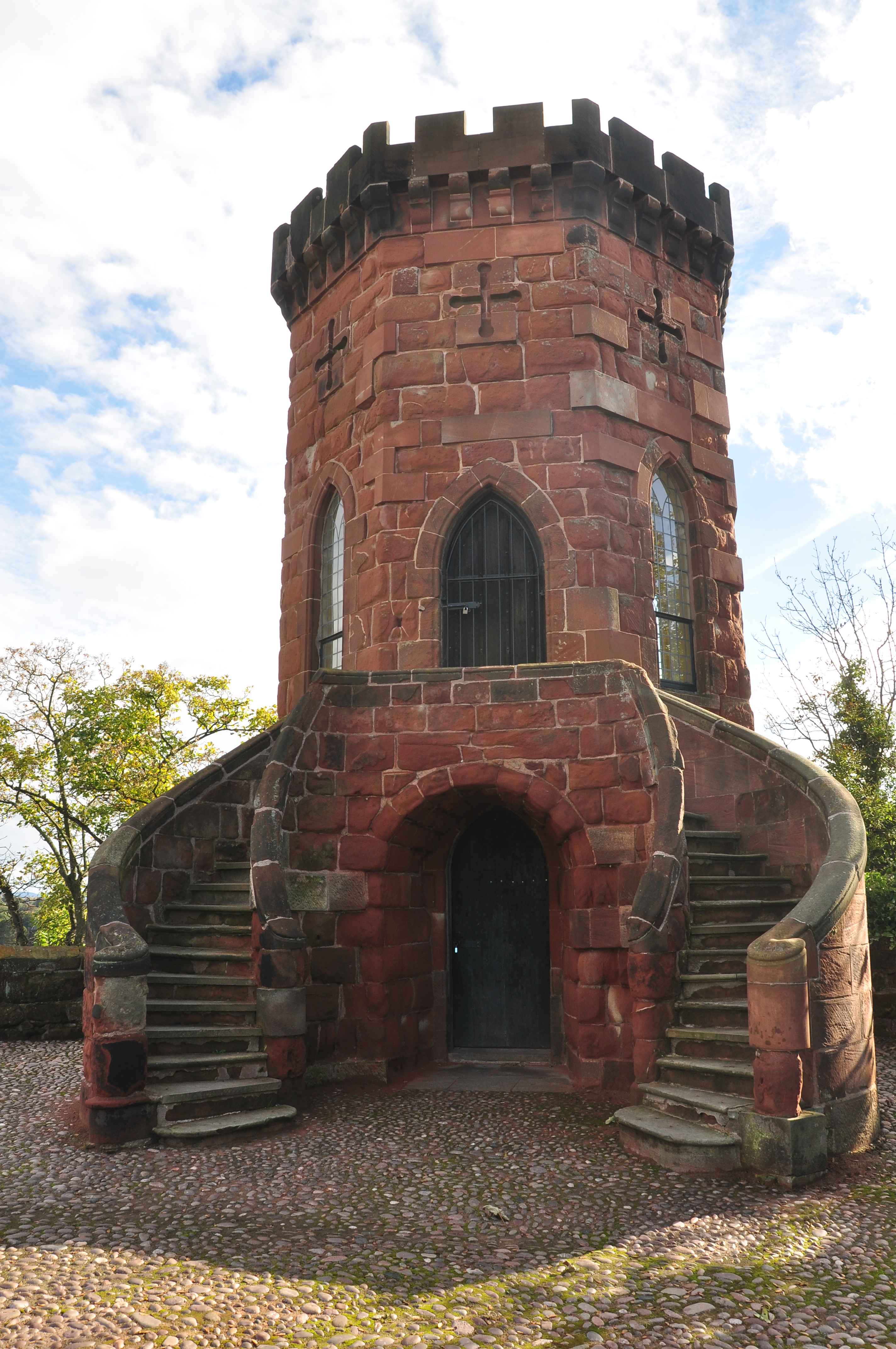
Laura’s Tower op het mottekasteel

Tijdens de Engelse Burgeroorlog kende de royalistische zaak in West-Engeland een grote aanhang. Shrewsbury Castle werd in 1642 en 1644 versterkt door baron Capell en Ruprecht van de Palts: om de burcht heen werden grachten gegraven en palissaden opgericht. Op 12 maart 1645 capituleerde het kasteel aan de Roundheads, die de stad Shrewsbury met een kleine schermutseling in bezit hadden genomen. Op enkele gijzelaars na kregen de koningsgezinde soldaten toestemming om naar Ludlow Castle te marcheren, en in Shrewsbury Castle werden voortaan troepen van Oliver Cromwell gelegerd, die het gedurende de Commonwealth-periode in handen hielden.
In 1663 schonk het stadsbestuur van Shrewsbury het kasteel aan de nieuwe koning Karel II, die het onmiddellijk aan de earl van Bradford cadeau deed, wiens nakomelingen tot 1775 kasteelheer van Shrewsbury Castle waren.
Het 18de-eeuwse parlementslid voor Shrewsbury Sir William Pulteney zou naar verluidt de rijkste man van Groot-Brittannië zijn geweest en trad als beschermheer voor kunstenaars en architecten op, onder wie Thomas Telford. Pulteney betrok het kasteel vanaf 1775 en liet Telford het gebouw aan zijn persoonlijke smaak aanpassen. De grote hal werd in kleinere ruimten onderverdeeld, de ramen werden door bredere, sierlijke exemplaren vervangen en op het oude mottekasteel verrees een toren voor Pulteneys dochter Laura. Het huidige aanzicht van de burcht weerspiegelt in wezen de restauratiewerkzaamheden van Thomas Telford aan het eind van de 18de eeuw.
De familie Downward, die Shrewsbury Castle tijdens de 19de eeuw bewoonde, stierf na de Eerste Wereldoorlog uit. De Shropshire Horticultural Society kocht het kasteel in 1924 voor het gemeentebestuur, dat hier tot in de jaren 70 zetelde. De kamers op de eerste verdieping werden weer tot één grote hal samengevoegd.
De museumcollecties van zes legerregimenten werden in 1985 in Shrewsbury Castle ondergebracht. Het Shropshire Regimental Museum bevat ruim 40.000 stukken en behandelt de lokale militaire geschiedenis van 1755 tot 1970. De tentoonstellingsruimten zijn verdeeld over de grote hal en de oostelijke toren, waarin zich het bezoekerscentrum bevindt. Het museum bezit onder andere de maarschalksstaf van Karl Dönitz. Een kleine tentoonstelling in de kelder van de oostelijke toren is aan de oudere geschiedenis van Shrewsbury gewijd. In de hal staat een houten baldakijn dat tijdens gemeenteraadszittingen door de burgemeester werd gebruikt; hier hangt tevens de ‘Zutphen-klok’, die anno 1980 door de partnerstad Zutphen aan Shrewsbury geschonken werd.
Op 24 augustus 1992 explodeerde een bom in het kasteel, die naar schatting 250.000 pond aan schade veroorzaakte en onvervangbare museumstukken vernielde. Op dezelfde dag ontploften twee bommen in de winkelcentra van Shrewsbury. De aanslag werd opgeëist door het Iers Republikeins Leger.